# 弗吉尼亚大学
弗吉尼亚大学（英文：University of Virginia，简称U.Va.或UVA）是由托马斯·杰斐逊于美国弗吉尼亚州的夏洛茨维尔创建的一所公立研究型大学。三位美国总统（杰斐逊、麦迪逊和门罗）为其最初校董会成员。该校为最初的八所公立常春藤成员，其校区曾是北美唯一名列联合国教育科学文化组织世界遗产名單的高等院校校区。
在美国历史上，弗吉尼亚大学以其首创建筑、天文和哲学等学术领域而著称，同时也是第一所将教育独立于教会的高校。该校工程和应用科学学院为全美第一所附属于大学的工程学院。

## 历史

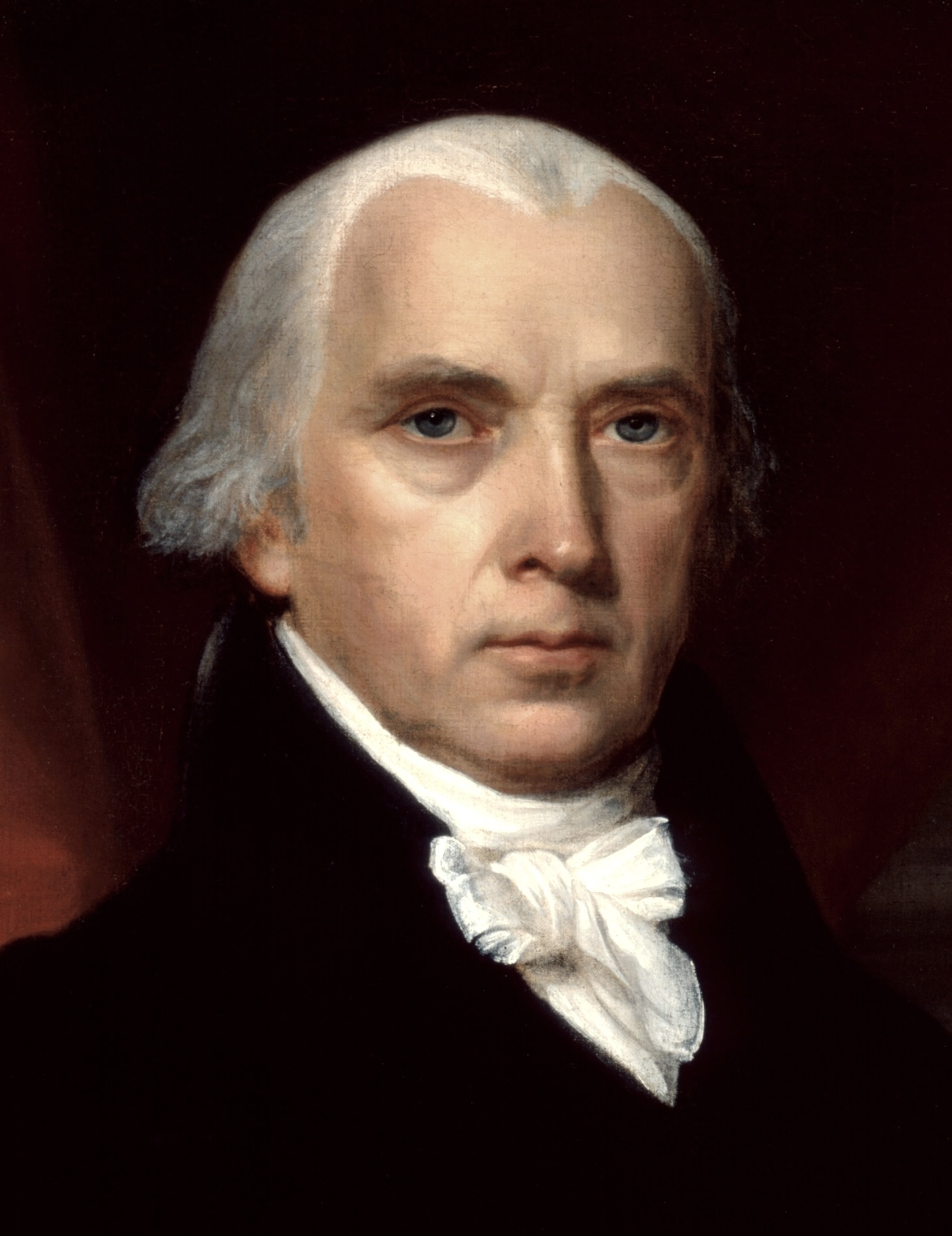
詹姆斯·麦迪逊担任第二任弗吉尼亚大学校长直至他去世

1800年1月18日，时任美国副总统托马斯·杰斐逊在写给約瑟夫·普利斯特里的一封信中提起建立一个新大学的计划。1802年，时任美国总统的托马斯·杰斐逊在写给画家查尔斯·威尔逊·皮尔的信中提及：“新的学校应建立在尽可能自由和宽松的环境下。”
尽管当时弗吉尼亚州已经拥有一所学院──威廉與瑪麗學院，但某种程度上由于其存在的宗教偏见和自然科学教育的缺乏，托马斯·杰斐逊对其母校丧失了信心。弗吉尼亚大学所处的土地为美国第五任总统詹姆斯·门罗在1788年买下。

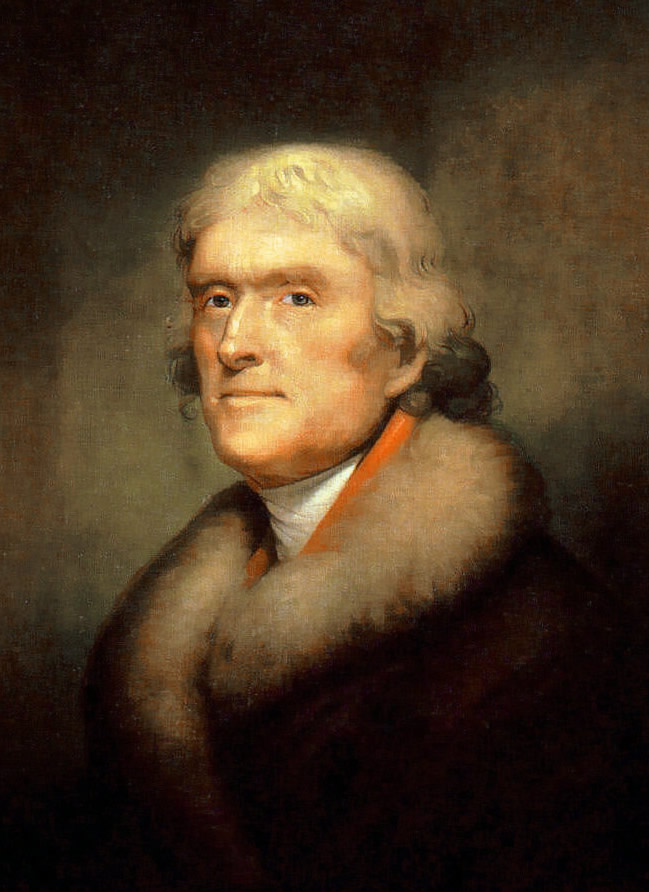
弗吉尼亚的大学之父托马斯·杰斐逊是美国第一个也是唯一个创建高等教育机构的总统。

1817年，这片紧邻夏律第镇的农地被当时被称为中央学院的学校筹建委员会买下，而此时门罗恰好开始了他作为美国总统的第一个任期。在杰斐逊的主持下，学校于1817年举行了奠基仪式，并且于1819年获得了弗吉尼亚州政府的大学办学许可证。
2004年，随着州政府拨款的严重缩减，弗吉尼亚大学成为了全美第一所民间捐款多过政府资助的公立大学。2005年弗吉尼亚州议会通过立法使得包括UVA在内的弗州公立大学拥有较高的自主权。
同样在2004年，在纪念前校长阿爾得曼（Alderman）上任一百年的活动上，学校颁布了名为AccessUVA的学费补助项目。该项目保证大学将百分之百补齐本国录取学生所需的学费，承担贫困学生的所有费用，以及限制学生贷款的额度。这使得弗吉尼亚大学成为全美公立大学中第一个承担贫困学生全部学费的高校。
值得一提的是，曾有校长莎莉文的离开与复职事件發生。

## 招生
2007年，申请弗吉尼亚大学的人数达到了创纪录的18,013人。而申请者的背景比以往更多元化，非洲裔申请人数增加13%，亚裔申请人增加20%，拉丁美洲裔申请人增加16%，国际学生申请人数也增加了26%。
2008年，18,776名申请人竞争3,170个录取名额。
2009年，申请人数更是破纪录达到了21,511人。总共29%的申请者被录取。申请者的背景也更多元化，非洲裔申请人数增加22%，拉丁美洲裔申请人增加56%，国际学生申请人数增加了50%，美国原住民申请人数增加了100%。
2022年，本科生招生办公室为2026级学生发放了9522份录取通知书，仅录取了19%的申请人，创下历史新低。

## 學術
弗吉尼亚大学拥有优秀的师资，包括一名诺贝尔奖得主（2005年医学奖），一名普利策奖得主，二十五名古根海姆基金学者，二十六名富布莱特基金学者，六名美国国家人文基金学者，两名美國總統青年學者獎得主，三位斯隆獎得主以及三位帕卡德基金奖得主。大学教师在互联网领域绩效尤其突出。物理教授约瑟夫·麦卡锡是SURANET计划的首席学界政府代表；学校参与包括ARPANET, Abilene, Internet2以及Lambda Rail在内的多个大型项目。 1986年3月19日，“Virginia.edu”成为弗吉尼亚州第一个注册于“.edu”下的域名。
在杰弗逊时代，教授们与学生们一起住在学术村，同时扮演着授课者和指导员的角色。如今后者已经被住宿指导员RA取代，但至今仍有部分教工延续传统，住在校区主草坪，或是承担住宿学院指导员的责任。

## 排名
在2017年美国新闻与世界报道公布的大学排名中，弗吉尼亚大学位列公立大学全美第二，与加州大学洛杉矶分校并列，仅次于加州大学伯克利分校。

## 学院
- 建築學院 School of Architecture
- 文學及理學院 College and Graduate School of Arts & Sciences
- 柯里教育学院Curry School of Education
- 進修教育及個人學習學院 School of Continuing and Professional Studies
- 麦金塔尔商業學院 McIntire School of Commerce
- 达顿研究生商學院 Darden Graduate School of Business Administration
- 工程與應用科學院 School of Engineering and Applied Science
- 法學院 Law School
- 醫學院 School of Medicine
- 護理學院 School of Nursing
- 弗兰克·巴顿领导与公共政策學院 Frank Batten School of Leadership and Public Policy
- 怀斯學院 College at Wise

## 知名校友

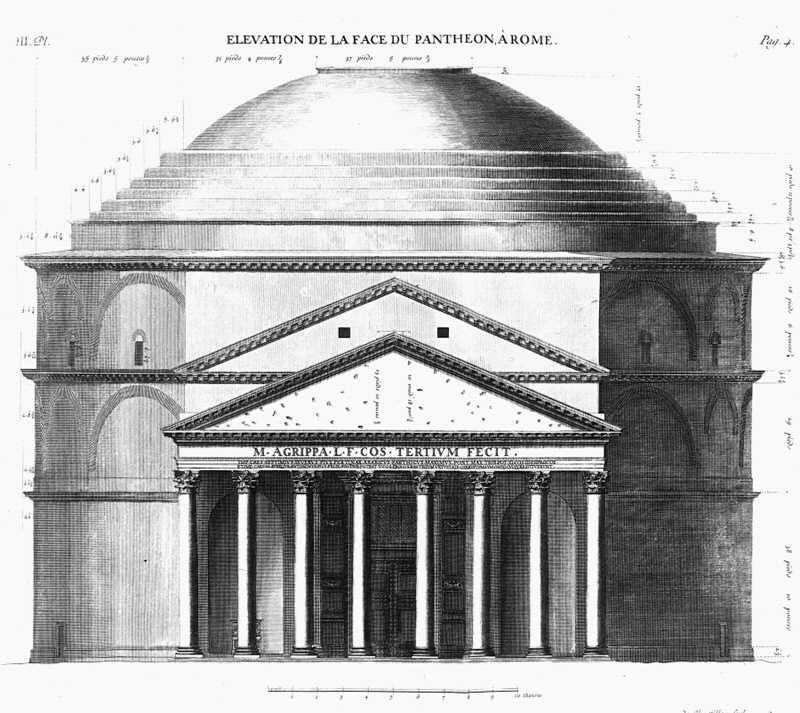
罗马万神庙正面图，作者Antoine Desgodetz，出自1779年在巴黎出版的Les edifices antiques de Rome一书，出版商Claude-Antoine Jombert。

- 罗马万神庙正面图，作者Antoine Desgodetz，出自1779年在巴黎出版的Les edifices antiques de Rome一书，出版商Claude-Antoine Jombert。托马斯·伍德罗·威尔逊: 美国第28任总统及诺贝尔和平奖得主。
- 阿尔本·W·巴克利: 美国第33任总统哈里·S·杜鲁门的副总统。
- 爱伦·坡: 19世纪美国诗人、小说家和文学评论家，美国浪漫主义思潮时期重要成员，美国短篇小说先锋。
- 罗伯特·肯尼迪: 美国前参议员及前美国司法部长。
- 爱德华·肯尼迪: 美国前参议员。
- 吉姆·吉尔摩: 美国共和党全国委员会主席，1998年至2002年间曾任弗吉尼亚州州长。
- 薛柏倫：美國及加拿大學者，西安大略大學校長。
- Robert L. Hutchings: 美国国家情报委员会主席。
- Robert S. Mueller III: 美国联邦调查局总监。
- John Snow: 美国财政部部长。
- Janet Napolitano: 2009至2013年间任美国国家安全部部长。1895年的圆顶大礼堂大火。
- Scott Price: 沃尔玛亚洲总裁。

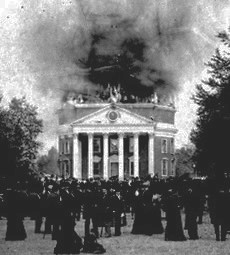
1895年的圆顶大礼堂大火。

- Alfred Berkeley: 前纳斯达克主席。
- Timothy Koogle: 雅虎前总裁及CEO。
- Paul Tudor Jones: 都铎对冲基金总裁。
- Steve Reineman: 前百事可乐CEO、董事长。
- Alan Lafley: 宝洁CEO、董事长。
- A. Thomas Young: 马丁·玛丽埃塔公司前总裁，洛克希德·马丁公司执行副总裁。
- Lee Ainslee: 小牛基金总裁，旗下投资包括优酷。
- Shelby Bonnie: CNET公司前CEO，创始人之一。
- Charles L. Brown: AT &T总裁兼CEO。
- George David: 美国联合技术公司董事长兼CEO。
- Lisa Hamilton: UPS基金会主席。
- H. Eugene Lockhart Jr. : 万事达国际前CEO。
- Jonathan Mariner: 职业棒球大联盟执行副总裁及CFO。
- Christopher Nassetta: 希尔顿酒店公司总裁兼CEO。
- Peter Quick: 美国证券交易所前总裁。
- Bob Wright: General Electric副董事长兼执行官，NBC环球董事长。
- James W. Thomas: Mapquest前首席运营官COO兼CFO。
- Walter Reed: 医学先驱，发现黄热病疫苗者。
- John Backus: 美国计算机科学家，创建Fortran (世界上第一个被正式采用并流传至今的高级编程语言)，1977年图灵奖得主。
- Mendel Rosenblum: VMware创始人, 美国斯坦福大学计算机系教授。
- Jesse Beams: 著名实验物理学家。
- Francis Collins: 遗传学家，人类基因组计划领导者，曾任美国国立卫生研究院院长，国家人类基因组研究所所长。
- Edward Pickels: 分析超速离心机的发明者。
- Leonard Malis: Mt. Sinai医学院前主席，著名的医学和显微神经外科先驱。
- Henry S. Taylor: 美国诗人，1986年普利策奖得主。
- George P. Rodrigue : 主编，普利策奖得主。
- Ron Suskind: 美国记者、作家、导演，1995年普利策奖得主。
- Claudia Emerson: 美国诗人，2006年普利策奖得主。
- Bob Gazzale: 电视节目制片人、作家，美国电影协会总裁兼CEO；获艾美奖提名。
- Mark Johnson: 国际知名导演，其导演作品包括《雨人》、《早安越南》、《纳尼亚传奇》等。
- George P. Rodrigue III: 达拉斯晨报副总裁，两次普利策奖获得者。
- 颜惠庆：中华民国大陆时期政治家、外交家，曾任中华民国国务总理，中华民国代理临时执政。弗吉尼亚大学首位中国留学生，1900年毕业。
- 吳宓：中国现代著名西洋文学家、国学大师、诗人，清华大学国学院创办人之一，中国比较文学之父，学衡派代表人物。
- 法治斌：台湾著名法學家，宪法与行政法学者，中華民國司法院大法官被提名人。

## 榮譽之詩
《榮譽之人》是一首在二十世紀初由一位學生詹姆士·黑二世所寫的一首詩，中文翻譯如下：
|  | 維吉尼亞大學將她最高的學位寫在她的孩子們心靈之中。這份文憑－這代表學術組織的緞帶－這鑲著寶石的兄弟會徽章－這象徵運動家精神的橘色標誌－這一切，一年之後，充其量只不過是那段歡樂時光的紀念品罷了－就如同那片被一位女士壓在書頁間的乾燥花，僅僅是情感上的寄託而已。 然而… 如果你經歷了一條漫長的人生旅途，而且將對良心審視置於對財富的追求之上； 並且真誠地幫助弱者而非基於炫燿； 並且珍視理想勝過赤裸的野心； 並且不使任何人受到不公義的傷害； 並且不使任何女性流淚哭泣； 並且喜愛那經由典雅高貴的音樂、雲霧繚繞的山巒、花朵盛開的山谷，以及雄偉磅礡的建築所帶來的美麗- 如果你經歷了一條漫長的人生道路，且時時刻刻保持著對這些事物的信念，依舊看見閃耀的陽光為你照亮眼前金黃色的道路，依舊看見柔美的月光漂浮在夢幻般的銀河中； 那麼… 記得那落在校園草坪上紫色的樹影、那寧靜而莊嚴的長廊，以及你年少時的夢想。你可以帶著崇敬與感恩的心情說： “我已佩戴上代表榮譽的勳章，我畢業自維吉尼亞大學。” |

## 體育

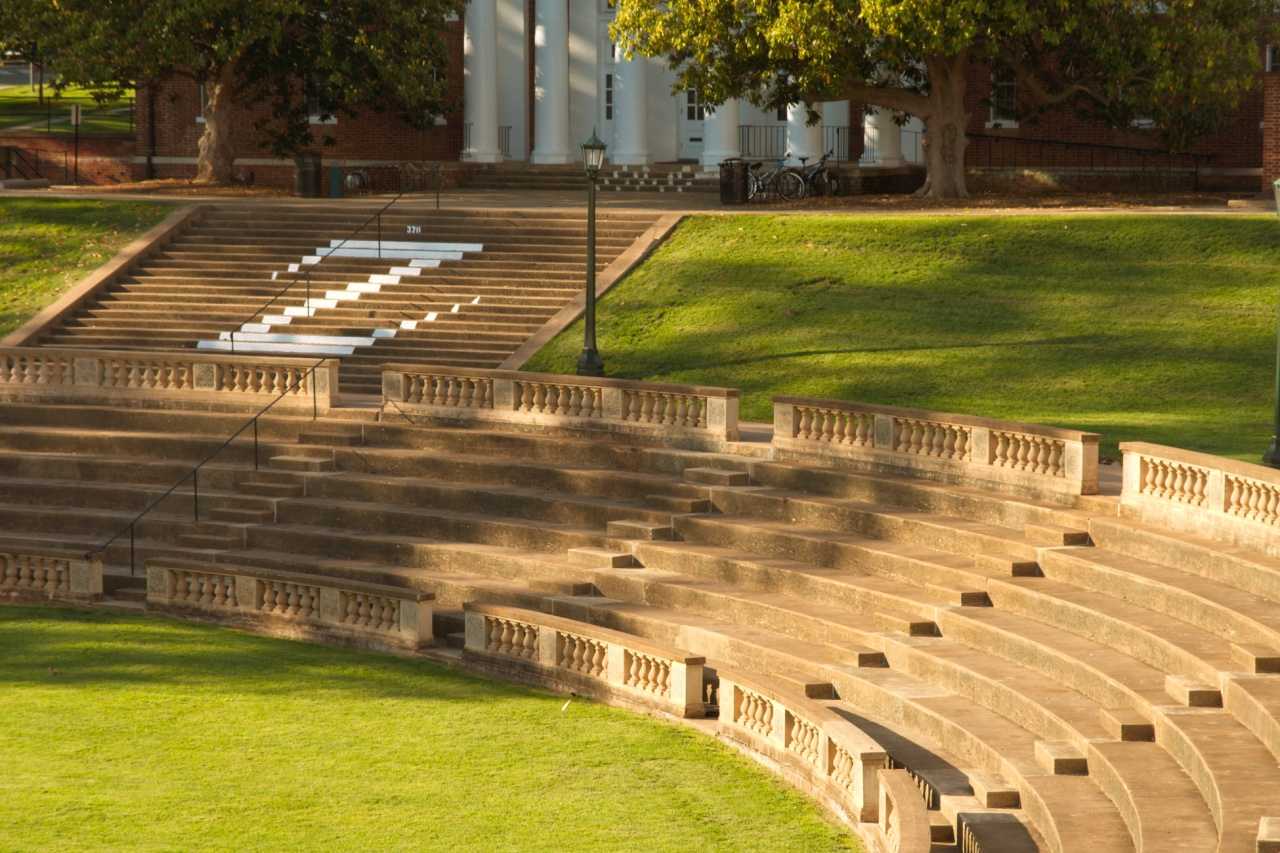
大学竞技场（University of Virginia Amphitheater）

弗吉尼亚大学的竞技体育团体处于NCAA第一级别A组，自1953年，成为了大西洋沿岸联盟的成员。所属的运动队被称为“弗吉尼亚骑士”（the Virginia Cavaliers）（亦被称为“Wahoo”或者“Hoos”）已经获得了15项公认的美国大学体育联盟的全国冠军，其中的12项是在1980年后获得。其最著名的体育设施包括斯考特体育场，大学体育馆，Klöckner体育场，以及健身和水上中心。约翰·保罗·琼斯竞技场于2006年完工。
2018年NCAA一级男子篮球锦标赛，弗吉尼亚大学骑士队作為比賽的頭號種子，在首輪比賽以54-74不敵16號種子马里兰大学巴尔的摩县分校被淘汰，成為歷史上第一支一號種子在首輪被16號種子淘汰的球隊。时隔一年，2019年NCAA一级男子篮球锦标赛，连续第二年成为分区头号种子的弗吉尼亚骑士队在决赛中击败了德克萨斯理工大学的红色袭击者队(Red Raiders)，逆袭夺冠。这是维吉尼亚大学历史上第一个 NCAA 男子篮球冠军。

## 延伸阅读
- Bruce, Philip Alexander.  five vol. New York: Macmillan. 1920–22.
- Dabney, Virginius. . Charlottesville, VA: University of Virginia Press. 1981. ISBN 0-8139-0904-X.
- Mapp, Alf J. . Lanham, MD: Madison Books. 1991. ISBN 0-8191-8053-X.